# 上野原遺跡
上野原遺跡（うえのはらいせき）は、鹿児島県霧島市国分上野原縄文の森にある縄文時代早期から中世にかけての複合遺跡。国の史跡。遺跡は歴史公園の鹿児島県上野原縄文の森として整備されている。また、展示施設や鹿児島県立埋蔵文化財センター等が敷地内に併設されており、鹿児島県内の考古学研究の拠点となっている。 

## 概要

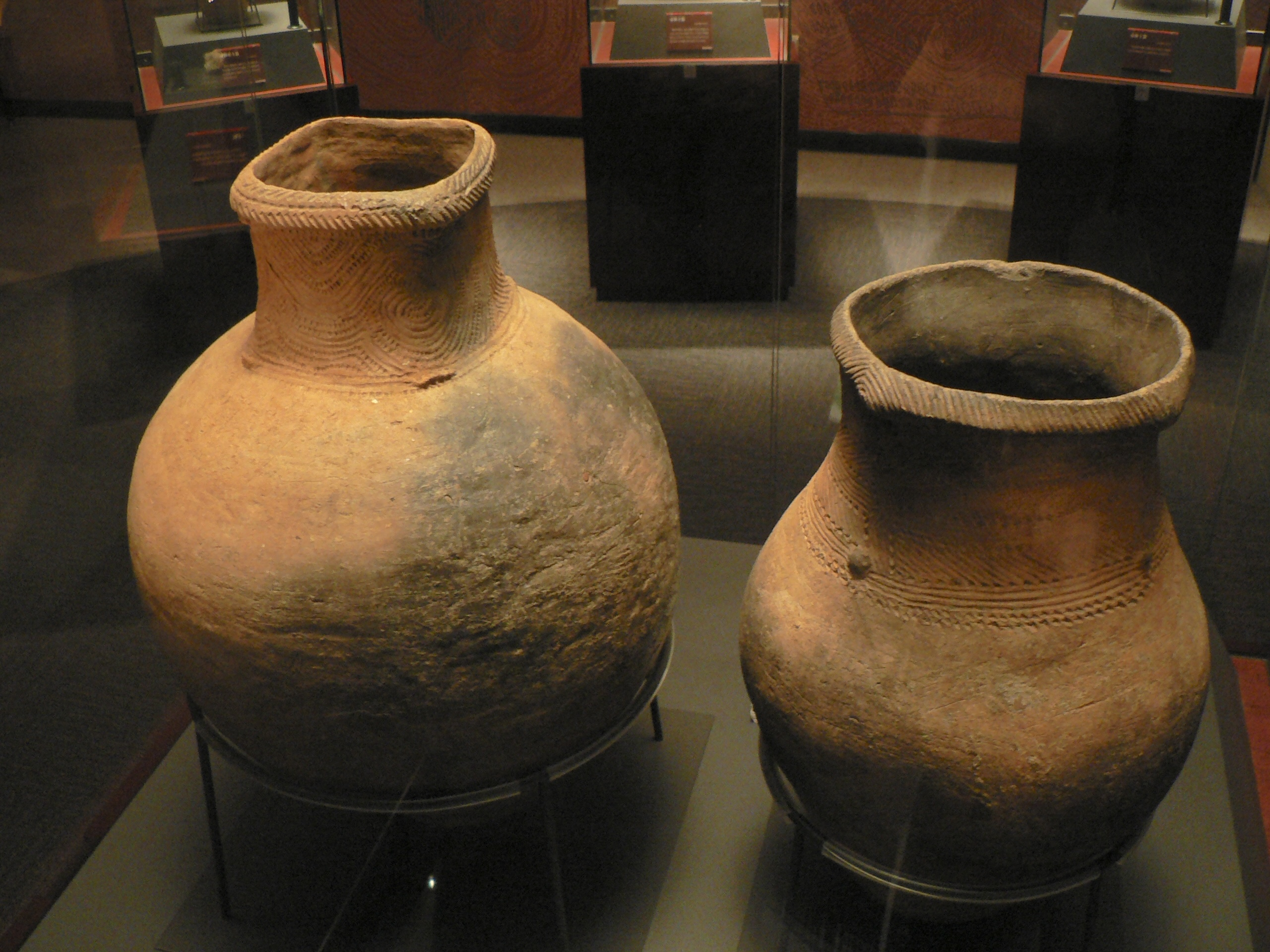
出土した壺形土器

1986年（昭和61年）に、国分市（現・霧島市）において工業団地（国分上野原テクノパーク）の造成中に発見された。同年から1996年（平成8年）にかけて鹿児島県教育委員会が発掘調査を行い、縄文時代早期前葉から中世までの遺跡群を含む複合遺跡であることがわかった。特に遺跡群の最下層には発見当時において日本列島で最古の大規模な定住集落跡があり、出土した土器が1998年（平成10年）に国の重要文化財に、遺跡の一部が1999年（平成11年）に国の史跡に指定された。「縄文文化は東日本で栄えて西日本では低調だった」という常識に疑問を呈する遺跡ともなった。特徴的な土器としては、弥生土器に類似した1組の壺形土器が土層から見つかった。

## 調査

### 発掘の詳細

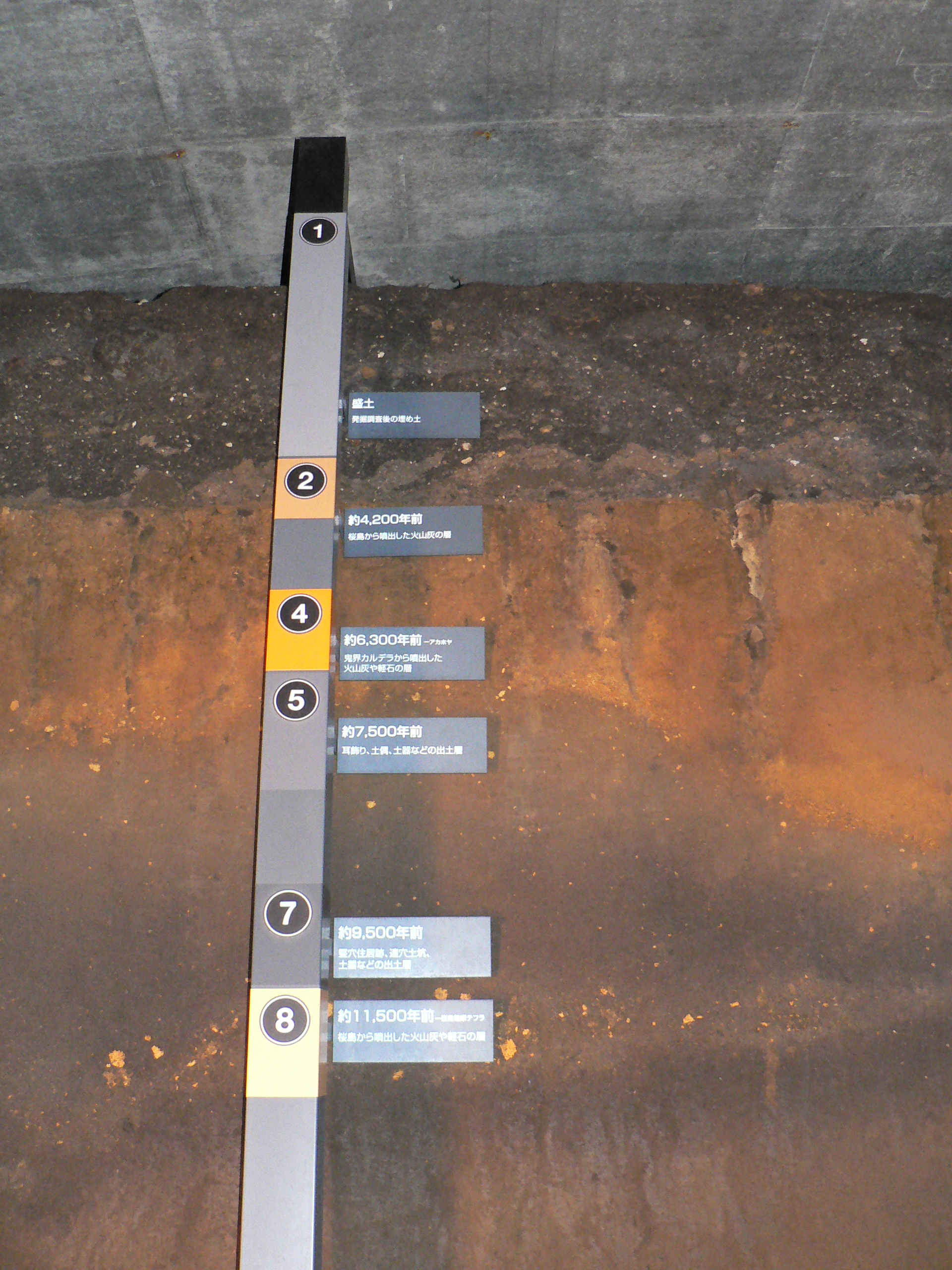
上野原遺跡の土層

発掘調査では17層の土層について調査され、1層目から9層目までの範囲で遺跡が確認された。
- 1層目：　桜島の火山灰（P1- P3）を含む現代の農耕土。土師器や陶磁器が確認された。
- 2層目：　黒色土。山之口式土器、中溝式土器、竪穴建物跡6棟が確認され、近世から中世にかけての遺跡とされる。
- 3層目：　暗茶褐色土。掘立柱建物1棟、石皿、石斧などが確認され、古墳時代から弥生時代にかけての遺跡とされる。
- 4層目：　桜島の火山灰（P5）を含む薄えび茶褐色土。多数の土坑、黒川式土器が確認され、縄文時代晩期の遺跡とされる。
- 5層目：　桜島の火山灰（P7）を含むえび茶褐色土、および鬼界アカホヤ火山灰を含む明橙色土。
- 6層目：　桜島の火山灰（P11）を含む灰茶褐色土。
- 7層目：　黒褐色土。様々な種類の縄文土器に加えて集石遺構56基、土坑3基が確認され、縄文時代早期中葉から前葉の遺跡とされる。
- 8層目：　桜島の火山灰（P13）を含む黒色土。前平式土器、撚糸文土器が確認された。
- 9層目：　暗茶褐色土。竪穴建物跡、集石遺構、連穴土坑、前平式土器などが確認された。この層と直下の10層目との間に縄文時代早期前葉の遺構が挟まる形になっている。「国内では最古級で最大の定住化した集落」竪穴建物52棟、このうち10棟の竪穴建物内の埋土は桜島噴出の火山灰（9500年前）が詰まっていた。このことから上野原台地の早期前葉には10棟程度の集落が形成されていた。日本列島最古の集落跡。石蒸し料理施設の集石39基、連穴土坑（炉穴）19基、道跡（二筋）、多数の土坑や生活跡[2]。
- 10層目：　桜島の火山灰（P14：サツマ火山灰）を含む黄色土。この層より下の遺跡は確認されていない。

このうち特に桜島火山灰P14の上にあった最下層部の遺跡において、竪穴建物46棟、石蒸調理のための集石遺構が39基、連穴土坑15基、その他の土坑約125基、道の跡2条が確認された。
「連穴土坑」は大小の穴の底面がトンネル状に連なった遺構で、底面や壁面に焼土が確認され調理場跡と考えられている。南九州では縄文草創期から出現し、上野原遺跡以外でも掃除山遺跡・栫ノ原遺跡などで確認されている。連穴土坑内からは狩猟獣であるシカ・イノシシに由来する残留脂肪酸が検出されており、食料の保存加工のための燻製施設とする説がある。
竪穴建物跡のうち10棟については桜島火山灰P13で埋まっていたことから、これらの建物はP14からP13の間、すなわち約9500年前の縄文時代早期前葉に存在していたことが確認された。集落跡の面積は15,000平方メートルに及ぶ。

### 年代再測定
加速器質量分析装置による年代測定法の精度向上により、2020年までに中央大学と鹿児島県埋蔵文化財センターのチームが測定し直した結果、約9500年前の集落跡の遺物とされたものは約1万700～1万400年前のものと分かった。また双子壺など7500年前のものとされた遺物群も再測定により8800～8550年前とされている。

## 発掘後の状況
遺跡は保護のために埋め戻され、その上に縄文時代の竪穴建物などが復元され、公益財団法人鹿児島県文化振興財団が管理する歴史公園「鹿児島県上野原縄文の森」になっている。遺跡から出土した遺物は、園内の「縄文の森展示館」にて見ることが可能である。

## アクセス

### 所在地等
- 鹿児島県上野原縄文の森
- 〒899-4318 霧島市国分上野原縄文の森1-1
- 鹿児島県立埋蔵文化財センター
- 〒899-4318 霧島市国分上野原縄文の森2-1

### 交通
- 高速自動車道 東九州道 国分インターチェンジより車で15分
- JR国分駅より車で20分